# 屈辱er大河原上
『屈辱er大河原上』（クツジョッカーおおがわらじょう）は、坂本タクマによる日本の漫画作品。『週刊コミックバンチ』（新潮社）にて、2001年8号から2005年36号まで連載された。

## 登場人物
大河原 上（おおがわら じょう）
主人公。何よりも屈辱を嫌い、何事においても自分が最上位でなければならないと信じている。自動販売機から商品を取り出すのに腰をかがめることすら屈辱と感じるなど、その度合いは常軌を逸している。また、屈辱を排除するために家庭ゴミの細かな分別を完璧に記憶したり、健康器具のアルゴリズムを解析するために1万回に及ぶ試行を繰り返し、データを収集するなど、努力を惜しまない性格でもある。周囲の人間には日々負け続けているが、悪徳商法のセールスマンに対しては複数人をいっぺんに手玉に取るほどの異常な強かさを見せる。一人称は代名詞を使わず自分のフルネームを言う。服装は常に上下白衣で、カイゼル髭を稲妻型にしたような口髭が特徴。
ホッチキス
大河原上と同じアパートに住む男子学生。ホッチキスを簡単に探し出したことにより大河原上から命名された。アクの強い周囲の人物の中にあって、臨機応変にその場を対処できる常識人。
大家
大河原上の住むアパートの大家。大河原上の性格を熟知しており、すべて先読みした上で屈辱を与え続ける、最強のおばさん。英語が話せる。
白根 友夫（しらね ともお）
定食屋で大河原上に相席を求めたのをきっかけとして、その後幾度となく登場し大河原上に屈辱を与える強敵。会社社長、全国ナマズ叩き連盟理事などの肩書きを持ち、自費出版で自叙伝も出版している。「僭越」が口癖。
角山兄妹（つのやまきょうだい）
大河原上と同じアパートの住人。兄妹そろって恐ろしい容貌をしている。特に兄の方は怖い話が得意であり、周囲の人間を怖がらせるその話術は一級品である。また、毒キノコを好んで食すなど、普段の行動も怖い。
実演販売員
巧みな話術で「腹筋ドッスン」「指っこ耳っこ」などの商品を売る実演販売のプロ。品物にケチをつけにやってきた大河原上を即座にやっかいな客と見抜き、逆に商品の効能宣伝に利用してしまう。その後テレビショッピングに進出。
ゴミ分別講師 荻島（おぎしま）
大河原上が住む市からゴミ分別の講義を委託されている分別のエキスパート。その教え方は非常に厳しく、少しでも間違えると容赦なく手持ちの「エコ棒」で殴打される。ちなみに｢エコ棒」は100％の再生プラスチックから作られており、それで生徒を殴ることも市から正式に許可されている。
藤田（ふじた）
ホッチキスの後輩。関西出身。普段は話しかけられても言葉一つ発しないが、お好み焼きの焼き方になると人間が変ったように喋り出し、他人のお好み焼きの焼き方にも細かく指図する一面を持つ。英語が話せる。
田口 浩平（たぐち こうへい）
大河原上の後輩。その立場上、大河原上に頭が上がらない数少ないキャラクターであり、さらに大河原上を嫌う自分の妻、妻を嫌う自分の母、全くデリカシーのない自分の父の間に挟まれ頭の痛い日々を送る。
ツボ
足ツボマッサージ師。「叫びこそ足ツボ」をモットーにしており、いかなる客にも痛みで悲鳴を上げさせる足ツボのプロ。しかし大河原上に対してだけは全く通用せず、逆に自慢の「黄金の親指（ゴールド・サム）」を粉砕された。後に大河原上とコンビを組んでお笑いタレントとしてデビューする（大河原上の芸名は「ヒゲ」）。
マネージャー
タレントデビューした大河原上のマネージャー。後に大河原上と結婚。大家の娘。

## アイテム
腹筋ドッスン
実演販売員によって販売された健康器具。ゲート状の本体の中央に鉄球が付いている構造で、寝た状態でその鉄球を腹の上に落とすことで腹筋が鍛えられる。アラーム音が鳴った直後に鉄球が落ちてくるのが基本だが、鳴っても落ちてこない、落ちると見せかけて寸止め、寸止めと見せかけて時間差で落下などさまざまなパターンがある。また、通常のアラーム音の他にも「リーチ」と呼ばれる数種類の特殊アラーム音が用意されており、それらが鳴るとより鉄球の落ちる確率が高いとされる。起きた状態で使用できる「腹筋ドッスン2」もある。
指ッコ耳ッコ
実演販売員によって販売されたアイデアグッズ。ゴムひも状の片方を耳、もう片方を指に装着することにより、熱い鍋に触ったときでも瞬時にして指を自分の耳に戻し、冷ますことができる。
ナマズ叩き
もぐら叩きのもぐらがナマズに代わったような外見の遊具。詳細は不明だが、やはりもぐら叩きと同様の遊び方をするものと思われ、90点台の得点だと「ガッカリしょぼしょぼじゃん」と言われてしまう。
銅像
大河原上の提案による「銅像デスマッチ」勝者の証。大河原上と1対1の対決をして、負けた方は勝者の銅像を自費で建てて自分の部屋に飾り、維持管理をしなければならない。大河原上はこの銅像デスマッチに全敗しており、10体近くの銅像を自分の部屋に飾っている。
本球（ほんだま）
スイカ割り専用に特別に選別された競技用公式スイカ。何段階にも及ぶ試験をくぐり抜けた後、さらにバッティングセンターに吊されたり、高速道路に放置されたりしてもなお割れずに残ったスイカを使用しており、並大抵のことでは割ることができない。